# Borgå rådhus
Borgå rådhus är en kulturhistoriskt viktig byggnad i den finländska staden Borgå i landskapet Nyland. Rådhuset byggdes av byggmästare Gotthard Flensborg 1763–64. Husets torn stod färdigt 1771. Rådhuset, som representerar barockklassicism, är i två våningar och har mansardtak. 
Borgå museum disponerar idag rådhuset och har en av sina permanenta utställningar i huset.